# Lijst van burgemeesters van Torhout
Dit is een chronologische lijst van burgemeesters van Torhout, een stad in de Belgische provincie West-Vlaanderen.
- Aybert Coutteau
- 18.. : Pieter Lauwers

- 18..-1812: Charles Joseph Fraeys
- 1813-1814: Joseph Moke
- 1814-1823: Jan Baptist Boutens, lid van de provinciale staten
- 1824-1830: Charles Lauwers-Serruys
- 1830-5/11/1847: Lodewijk Benedict Moke
- 1847-1855 : Jan Frans Dieryckx
- 1855-1863 : Auguste Van Caillie
- 1864-1870 : Jan Frans Dieryckx
- 18..:
- 1885-1891 : Adolphe Claeys
- 1891-1915: François De Brabandere
- 1918-...:
- 1921-1934: Robert Vanmalleghem
- 1929: Edmond Geysens, dienstdoende burgemeester
- 1935: Charles Boone, dienstdoende burgemeester
- 1935-1940: Aimé Becelaere
- Wereldoorlog II 1940-1944:
  - Urbain Clement (ontslag op eigen initiatief)
  - Albert Leuridan (ontslag op eigen initiatief)
  - Germain Callens, oorlogsburgemeester
- 1944-1945: Urbain Clement, dienstdoende burgemeester
- 1946-1975: Gustaaf Pollet
- 1975-1976: Aimé Becelaere II
- 1976-1982: Carlos Daled
- 1982-1991: Roger Windels
- 1991-2016: Norbert De Cuyper
- 2016-2018: Hilde Crevits (titelvoerend) en Kristof Audenaert (waarnemend)
- 2019- : Kristof Audenaert

Brussels Hoofdstedelijk Gewest:
Anderlecht · 
Brussel

Vlaanderen:
Aalst · 
Aarschot · 
Antwerpen · 
 Asse · 
Beernem · 
Bertem · 
Blankenberge · 
Brugge · 
Damme · 
De Haan · 
De Panne · 
Deerlijk · 
Deinze · 
Eeklo · 
Evergem · 
Galmaarden · 
Geraardsbergen · 
Gent · 
Halle · 
Hasselt · 
Herent · 
Herk-de-Stad · 
Herzele · 
Heusden-Zolder · 
Houthalen-Helchteren · 
Ichtegem · 
Kaprijke · 
Knokke-Heist · 
Kortemark · 
Kortenberg · 
Kortrijk · 
Leuven · 
Lichtervelde · 
Lievegem · 
Lokeren · 
Maldegem · 
Mechelen · 
Moerbeke-Waas · 
Ninove · 
Oostende · 
Oostkamp · 
Poperinge · 
Roeselare · 
Ronse · 
Sint-Lievens-Houtem · 
Sint-Niklaas · 
Sint-Truiden · 
Temse · 
Tielt · 
Tienen · 
Tongeren · 
Torhout · 
Veurne · 
Waregem · 
Wellen · 
Wetteren · 
Wichelen · 
Zaventem · 
Zedelgem · 
Zele · 
Zonhoven · 
Zottegem

Wallonië: 
Charleroi · 
's-Gravenbrakel · 
Morlanwelz · 
Ophain-Bois-Seigneur-Isaac